# Liberale Jugend Litauens
Liberale Jugend Litauens (lit. Lietuvos liberalus jaunimas, LLJ)  ist eine liberale Jugendorganisation und ein eigenständiger litauischer Kinder- und Jugendverband in Litauen, nahe der LRLS, Laisvės partija und Laisvė ir teisingumas, früher der Parteien Liberalų ir centro sąjunga und Lietuvos laisvės sąjunga (liberalai).
LLJ gehört dem europäischen Dachverband European Liberal Youth (LYMEC) und International Federation of Liberal Youth (IFLRY). Die 1700 Mitglieder sind die liberal orientierte Kinder und Jugendlichen, die Interesse an der Politik haben.

## Geschichte
Liberale Jugend Litauens besteht seit 1991. Die Vorgänger-Organisation war „Nationale Organisation der liberalen Jugend“ (lit. Nacionalinė liberalaus jaunimo organizacija). 2011 hatte LLJ 15 Sektionen in verschiedenen litauischen Städten: Vilnius, Kaunas, Klaipėda, Šiauliai, Panevėžys, Tauragė, Telšiai, Radviliškis, Utena, Varėna, Lazdijai, Alytus, Marijampolė, Plungė und Jonava.

## Vorsitzende
- 1991–1992: Darius Laurinavičius

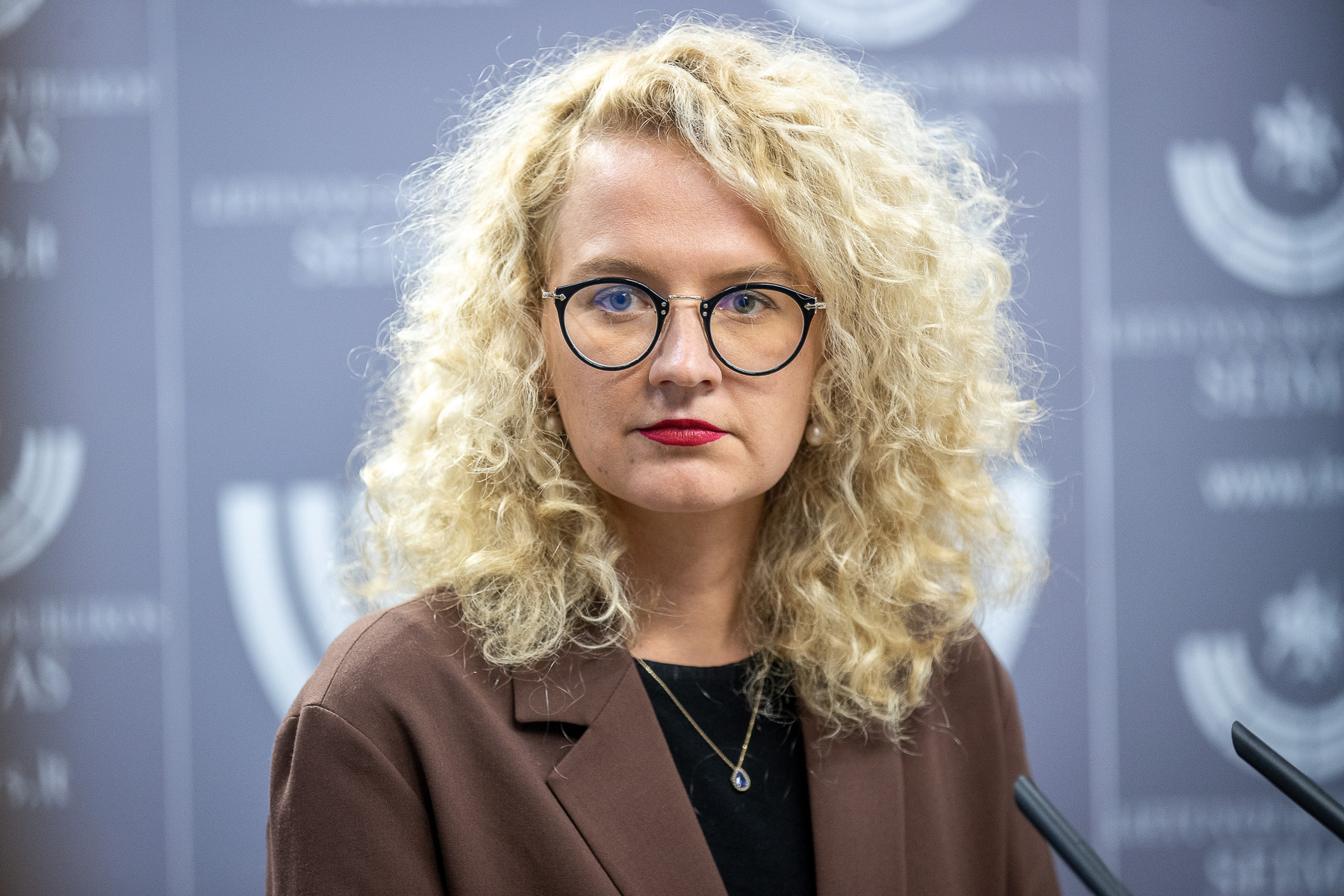
Aušrinė Armonaitė, Parteivorsitzende der Laisvės partija

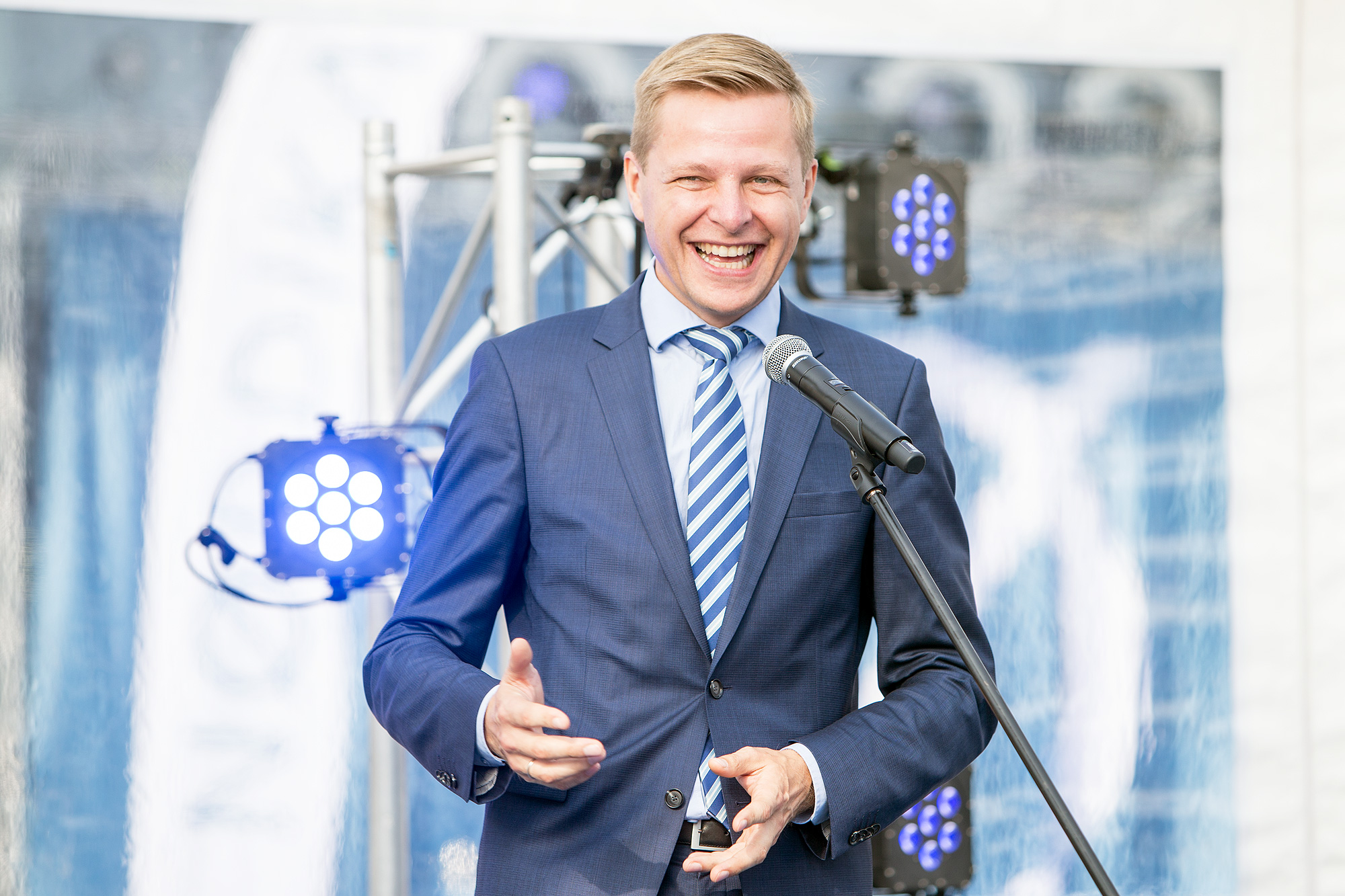
Remigijus Šimašius, ehemaliger Justizminister, Bürgermeister von Vilnius

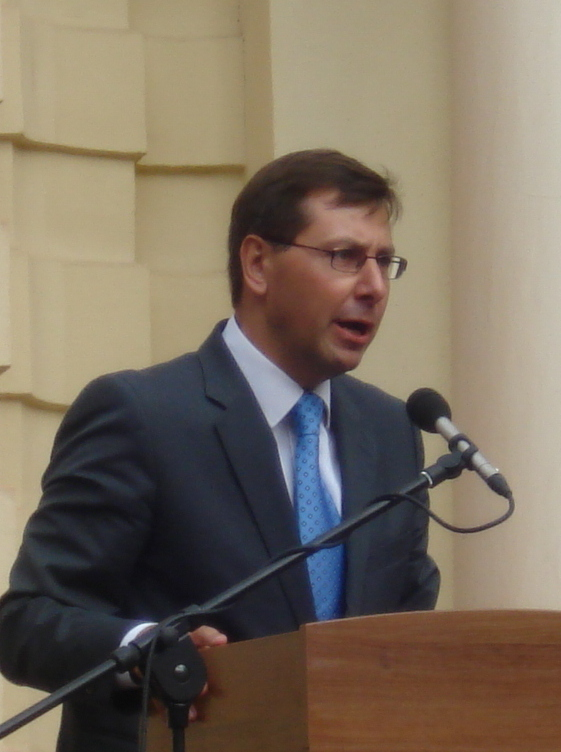
Gintaras Steponavičius, ehemaliger Parlamentsvizepräsident, Bildungsminister

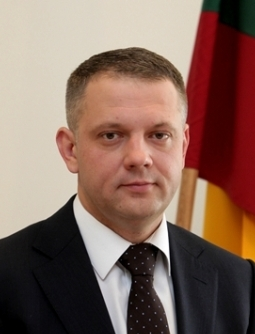
Eligijus Masiulis, ehemaliger LRLS-Parteivorsitzender, Verkehrsminister und Seimas-Mitglied

- 1992–1994: Gintaras Steponavičius (* 1967), ehemaliger Parlamentsvizepräsident, Bildungs- und Wissenschaftsminister
- 1994–1995: Jonas Čekuolis (* 1970), Journalist, Seimas-Mitglied
- 1995–1996: Mindaugas Norvaišis
- 1996–1998: Remigijus Šimašius, Jurist, Justizminister, Bürgermeister von Vilnius
- 1998–1999: Ingrida Bilaišytė-Davidson
- 1999–2001: Neringa Morozaitė (* 1979), Vizeministerin der Wirtschaft
- 2001–2002: Maksimas Reznikovas
- 2002–2004: Donatas Kuras
- 2004–2006: Rasa Maselskytė
- 2006–2007: Marius Drochneris
- 2007–2008: Guoda Lomanaitė
- 2008: Raimonda Augutytė
- 2008–2010: Edgaras Stanišauskas (* 1987)
- 2010–2011: Aušrinė Armonaitė (*  1989), seit 2016 Seimas-Mitglied, Vorsitzende der Laisvės partija, LRLS-Vizepräsidentin, von 2020 bis 2024 Wirtschaftsministerin
- 2011–2013: Eglė Markevičiūtė (* 1988), Vizeministerin der Wirtschaft
- 2013–2014: Marija Markauskaitė
- 2014–2016: Mantas Šnioka
- 2016–2017: Mantvydas Šemeta
- 2017–2019: Mykolas Knyza
- 2019–2021: Teresė Škutaitė
- 2021–2023: Umberto Masi
- 2023–2025: Izidė Marcinkutė

## Alumni
- Simonas Gentvilas (* 1984), LRLS-Vizepräsident, seit 2016 Seimas-Mitglied, von 2020 bis 2024 Umweltminister
- Simonas Kairys (* 1984), LRLS-Vizepräsident,  von 2020 bis 2024 Kulturminister, ehemaliger Vizebürgermeister von Kaunas
- Ieva Pakarklytė (* 1989), Seimas-Mitglied, Vizepräsidentin der Laisvės partija
- Eligijus Masiulis (* 1974), ehemaliger Parteivorsitzender der Liberalų sąjūdis, Seimas-Mitglied und Verkehrsminister